# 麥可·赫佐格
麥可·赫佐格（希伯來語：מיכאל הרצוג；1952年7月15日—）是以色列外交官，2021年11月至2025年1月24日期間擔任以色列駐美國大使。

## 生平
父親是以色列第6任总统哈伊姆·赫尔佐克。他的弟弟是現任以色列总统伊萨克·赫尔佐克。赫爾佐格與希林·哈爾佩林結婚，育有二個孩子。